# Víctor Manuel Fernández Gutiérrez
Víctor Manuel Fernández Gutiérrez (Mérida, 17 april 1974), kortweg Víctor of "Chingu" is een gewezen Spaanse voetballer en is huidig actief als trainer.

## Voetballer
Víctor heeft de jeugdelftallen van Real Madrid doorlopen. In 1992 debuteerde hij in de B-ploeg en hij stapte in 1994 over naar CD Tenerife, dat destijds uitkwam in de Primera División. Na twee seizoenen kwam hij in 1996 bij Primera División-ploeg Real Valladolid terecht, waar hij vier seizoenen speelde. Bij deze ploeg kende hij zijn meest succesvolle periode uit zijn carrière met een deelname aan de UEFA-cup (1997/1998) en één selectie bij de nationale ploeg op 23 februari 2000. Het betrof een vriendschappelijke wedstrijd tegen Kroatië, waarin Víctor in de 63ste minuut Luis Enrique verving. Tijdens datzelfde jaar kwam hij bij divisiegenoot Villarreal CF terecht, waar hij tot op heden na Diego Forlán met 41 doelpunten de op een na beste topschutter is. Na vier seizoenen bij deze ploeg kwam hij terug bij Real Valladolid, dat ondertussen in de Segunda División A speelde. De promotie naar Primera División werd in het seizoen 2006/2007 afgedwongen, waarna hij nog twee seizoen met dezelfde ploeg in Primera División speelde.
Op het einde van zijn carrière kwam hij eerst bij het net naar Segunda División A gepromoveerde FC Cartagena terecht. Bij deze ploeg was hij tijdens het eerste seizoen 2009-2010 een van de smaakmakers van het succes. De ploeg had lang uitzicht op promotie naar de hoogste afdeling van het Spaanse voetbal en eindigde uiteindelijk op een mooie vijfde plaats. Ook tijdens zijn tweede seizoen 2010-2011 wierp hij zich op als een van de belangrijke basisspelers.  Maar toen de ploeg op het einde van het seizoen minder goed ging draaien en uiteindelijk maar dertiende eindigde, besliste de voorzitter om de contracten van de oudere spelers niet meer te verlengen. De supportersclans organiseerden verschillende acties opdat de ploeg de 37-jarige speler behield, maar de voorzitter veranderde niet van mening.  Daardoor kwam hij tijdens het seizoen 2011-2012 nog één niveau lager terecht bij CD Leganés. Ook bij deze ploeg werd hij een van de basisspelers van de heenronde. Maar toen bleek dat zijn gewezen ploeg uit Cartagena moeilijk tot scoren kwam, 9 doelpunten na 18 wedstrijden, en ze zo op de allerlaatste plaats belandde bij de aanvang van de winterstop, werd de speler benaderd om terug te keren naar FC Cartagena. Hij tekende een contract tot einde juni 2012 met een automatische optie tot juni 2013, indien de ploeg zich op het einde van het seizoen zou handhaven in de Segunda División A, maar toen zijn huidige ploeg uit Leganés 100.000 EUR eiste voor de overgang, liepen de gesprekken spaak. Vier wedstrijden voor het einde van het seizoen zette hij een punt achter zijn loopbaan als speler.

## Trainer
Nadat hij gestopt was als speler werd hij voor de vier laatste wedstrijden van het seizoen 2011-2012 trainer bij CD Leganés, met als enige opdracht de redding van de ploeg in de Segunda División B. Met drie overwinningen en één gelijkspel slaagde hij in deze opzet. Door het vertrek van Paco Belmonte bij de ploeg, verliet hij ook de ploeg uit Madrid.
Tussen 2012 en 2014 assisteerde hij Alberto Marcos bij het technisch management van Real Valladolid. Achteraf leidde hij ook het opleidingscentrum van CD Leganés. Begin juli 2015 leidde hij Selección de la AFE, een ploeg met spelers zonder contract.
Ondertussen was Paco Belmonte voorzitter geworden van FC Cartagena, een ploeg uit de Segunda División B. Victor had veel vertrouwen bij de supporters opgebouwd tijdens zijn tijd dat hij daar vertoefde als speler. Hij tekende er een tweejarig contract en zo werd hij er trainer bij de aanvang van het seizoen 2015-2016 en verving hij Palomeque, die net de ploeg van de degradatie gered had. Hij slaagde er echter niet in om de ploeg in hoogste gelederen te plaatsen en toen na de 23ste speeldag de ploeg op een dertiende plaats stond met slechts 5 punten meer dan de hoogste stijger en 3 punten meer dan de play down plaats, besloten trainer en ploeg een einde te maken aan de samenwerking. Twee dagen later werd hij vervangen door Alberto Jiménez Monteagudo.
Vanaf seizoen 2017-2018 stond hij aan de leiding van een jeugdploeg, zijnde Juvinal A van Real Valladolid.